# Ione (Kalifornia)
Ione város az Amerikai Egyesült Államok Kalifornia államában, Amador megyében. Lakosainak száma 5141 fő (2020. április 1.).

## Népesség
A település népességének változása:

| 2010 | 7 918 |
| 2020 | 5 141 |